# 30.º governo republicano (Portugal)
O 30.º governo da Primeira República Portuguesa nomeado a 23 de maio de 1921 e exonerado a 30 de agosto de 1921, foi liderado por Tomé de Barros Queirós.
A sua constituição era a seguinte:
| Cargo                               | Detentor | Detentor                                      | Período                                     |
| ----------------------------------- | -------- | --------------------------------------------- | ------------------------------------------- |
| Presidente do Ministério            |          | Tomé de Barros Queirós (1872–1926)            | 23 de maio de 1921 a 30 de agosto de 1921   |
| Ministro do Interior                |          | Abel Hipólito (1860–1929)                     | 23 de maio de 1921 a 30 de agosto de 1921   |
| Ministro da Justiça e dos Cultos    |          | José de Matos Cid (1871–1945)                 | 23 de maio de 1921 a 30 de agosto de 1921   |
| Ministro das Finanças               |          | Tomé de Barros Queirós (1872–1926)            | 23 de maio de 1921 a 30 de agosto de 1921   |
| Ministro da Guerra                  |          | Alberto da Silveira (1859–1927)               | 23 de maio de 1921 a 30 de agosto de 1921   |
| Ministro da Marinha                 |          | Ricardo Pais Gomes (1868–1928)                | 23 de maio de 1921 a 30 de agosto de 1921   |
| Ministro dos Negócios Estrangeiros  |          | João de Melo Barreto (1873–1935)              | 23 de maio de 1921 a 30 de agosto de 1921   |
| Ministro do Comércio e Comunicações |          | António Granjo (1881–1921)                    | 23 de maio de 1921 a 10 de agosto de 1921   |
| Ministro do Comércio e Comunicações |          | Francisco Fernandes Costa (1867–1925)         | 10 de agosto de 1921 a 30 de agosto de 1921 |
| Ministro das Colónias               |          | Tomé de Barros Queirós (interino) (1872–1926) | 23 de maio de 1921 a 24 de maio de 1921     |
| Ministro das Colónias               |          | Celestino de Almeida (1864–1922)              | 24 de maio de 1921 a 30 de agosto de 1921   |
| Ministro da Instrução Pública       |          | Tomé de Barros Queirós (interino) (1872–1926) | 23 de maio de 1921 a 24 de maio de 1921     |
| Ministro da Instrução Pública       |          | António Ginestal Machado (1874–1940)          | 24 de maio de 1921 a 30 de agosto de 1921   |
| Ministro do Trabalho                |          | Tomé de Barros Queirós (interino) (1872–1926) | 23 de maio de 1921 a 24 de maio de 1921     |
| Ministro do Trabalho                |          | Júlio Ernesto de Lima Duque (1859–1927)       | 24 de maio de 1921 a 30 de agosto de 1921   |
| Ministro da Agricultura             |          | Tomé de Barros Queirós (interino) (1872–1926) | 23 de maio de 1921 a 24 de maio de 1921     |
| Ministro da Agricultura             |          | Manuel de Sousa da Câmara (1871–1955)         | 24 de maio de 1921 a 30 de agosto de 1921   |